# 消防職員
消防職員（しょうぼうしょくいん）とは、消防に所属する公務員の総称。日本においては、全員が地方公務員である（総務省消防庁の職員は、国家公務員であるが消防職員ではない）。
消防職員は、消防吏員（俗に消防官）及び事務職・技術職に大別される。

## 消防士との違い
消防に勤務する公務員全般を指して「消防士」と呼ぶ人が多いが、日本において厳密には「消防士」と「消防職員」は異なる概念である。正式には、消防に所属する職員全般を指す場合は消防職員と呼称し、そのうち消火・救急・救助・査察などの業務を行う者のみを「消防吏員」（消防官）と呼称する。そして、消防吏員の一番下の階級が「消防士」である。
近年は警察官や自衛官との類推から「消防官」という呼称が当局の公式な文書（職員募集ポスターなど）で使用されることもある。